# SX Phoenicis
SX Phoenicis är en pulserande variabel av SX Phoenicis-typ (SXPHE(B)) i stjärnbilden Fenix. Den är prototypstjärna för en grupp av variabler med egenskaper liknande Delta Scuti-stjärnorna, men bestående av population II-stjärnor med spektralklass A2–F5. De återfinns liksom W Virginis-stjärnorna därför oftast i Vintergatans halo och i klotformiga stjärnhopar. Variabeltypen har kortare period, mindre amplitud och lägre metallhalt än Delta Scuti-variablerna.
SX Phoenicis varierar mellan visuell magnitud +6,76 och 7,53 med en period av 0,054964438 dygn eller 79,148791 minuter.